# 喀代
喀代（？—1680年），又名喀岱、噶代，瑚锡哈理氏，滿洲正黄旗人，清朝政治人物、清朝兵部尚書。

## 生平
曾任左都御史。康熙十六年十月庚午，接替塞色黑，擔任清朝兵部尚書，后免。由郭四海接任。

## 家族
- 始祖布爾塔理。“布爾塔理，正黄旗人，世居卦爾察地方，國初来歸。其曾孫額勒特原任前鋒校。元孫喀岱原任兵部尚書，来道原任工部侍郎”（载《八旗滿洲氏族通譜》卷42）。